# Hipàl·lage
La hipàl·lage (del grec clàssic υπαλλαγή, 'substitució') és una figura retòrica que consisteix a desplaçar del lloc propi un adjectiu, de manera que el poeta el situa al costat d'un altre substantiu present en el context immediat. És un recurs usat a la poesia per causar estranyesa i remarcar que es tracta d'un registre literari.

## Exemples
Reconeix 
que té el cor popular, no per qui balli 
rodonament davant la catedral 
sota el migdia gòtic del diumenge.
Blai Bonet

## Exemples en altres llengües
| «                       | Les habitants de l'orgueilleuse Rome | » |
| — Jean Racine (francès) |                                      |   |

| «                                                            | Δίνης πτερωτὸς φθόγγος | » |
| — Aristòfanes, Els ocells (obra de teatre) 1198 (grec antic) |                        |   |

| «                                 | Ibant obscuri sola sub nocte per umbram | » |
| — Virgili, Eneida VI, 268 (llatí) |                                         |   |